# 科奇克瓦特伊河
科奇克瓦特伊河（俄语：Река Кочковатый）是滨海边疆区丘古耶夫卡区的河流，源起委员山东北坡，长11公里，在距河口3公里处注入奥特科斯纳亚河。

## 引用
1. ↑  А·П·穆拉诺夫. . 列宁格勒: 气象出版社. 1966 （俄语）.
2. ↑  . 列宁格勒: 气象出版社 （俄语）.
3. ↑  Т·А·基谢尔科瓦娅. . 列宁格勒: 气象出版社. 1977 （俄语）.
4. ↑  . Verumwiki.   [2023-12-12]. （原始内容存档于2023-12-12） （俄语）.